# Ivo Collé
Ivo Collé (Aosta, 4 giugno 1962) è un politico italiano.

## Biografia
Consigliere comunale di Saint-Oyen dal 1980 al 1985 e successivamente, dal 1985 al 1993, sindaco dello stesso comune.
Nel 1988 è assunto dal Casino de la Vallée in qualità di addetto al segretariato, nel 1990 è croupier nel  reparto Trente-et-quarante, e nel 1991 diventa sotto capo nello stesso reparto.
Il 30 maggio 1993 viene eletto Consigliere Regionale, riconfermando la carica nelle elezioni regionali del 1998.

Nelle due legislature ha ricoperto le cariche di Capogruppo e Vice Presidente della IV commissione permanente “Sviluppo Economico”.
Il 18 maggio 2001 viene eletto deputato alla Camera, si iscrive al gruppo parlamentare Misto - Minoranze Linguistiche, ricopre la carica di Segretario della IX commissione (Trasporti, poste e telecomunicazioni). Ha preso parte, in qualità di membro effettivo, ai lavori del comitato ristretto "Istituzione e disciplina dei parchi del Divertimento" in seno alla X commissione permanente (Attività produttive). Il 28 luglio 2003 viene designato dal Presidente della Camera come membro della commissione Parlamentare d'inchiesta sull'affare "Telekom-Serbia". 
Terminato il suo mandato parlamentare, il 1º maggio 2006 rientra al Casino de la Vallée in qualità di Assistente alla Direzione e il 1º aprile 2007 viene nominato Segretario Generale di Federgioco (organismo di rappresentanza dei casinò italiani).